# Okoř
Okoř (en allemand : Okorsch) est une commune du district de Prague-Ouest, dans la région de Bohême-Centrale, en République tchèque. Sa population s'élevait à 104 habitants en 2020.

## Géographie
Okoř se trouve à 8,5 km au sud-ouest de Libčice nad Vltavou, à 11 km à l'est-nord-est de Kladno et à 14 km au nord-ouest du centre de Prague.
La commune est limitée par Libochovičky au nord-ouest, par Svrkyně au nord, par Lichoceves au nord-est et à l'est, et par Číčovice au sud et au sud-ouest.

## Histoire
La première mention écrite de la localité date de 973.

## Patrimoine
- Château d'Okoř

## Transports
Par la route, Okoř se trouve à 13 km de Libčice nad Vltavou, à 13 km de Kladno et à 19,5 km du centre de Prague.